# Alameda Valdelirios
La Alameda Marqués de Valdelirios o Alameda Bolognesi es una alameda ubicada en la ciudad de Ayacucho. La alameda se encuentra siguiendo el curso del río Alameda.
Fue trazada por el marqués de Valdelirios en 1806. El trazado se inicia en la arquería de entrada y culmina en el monumento a la Independencia, construido en 1847. Fue concluido en 1862.
Entró en estado de abandono en los años de 1970. En el 2001 fue rehabilitado.
La arquería o azotea de Valdelirios fue construida por Don Rufino Macedo en homenaje a la batalla de Ayacucho. La construcción es en base de cal y piedra. Actualmente la estructura luce deteriorada.

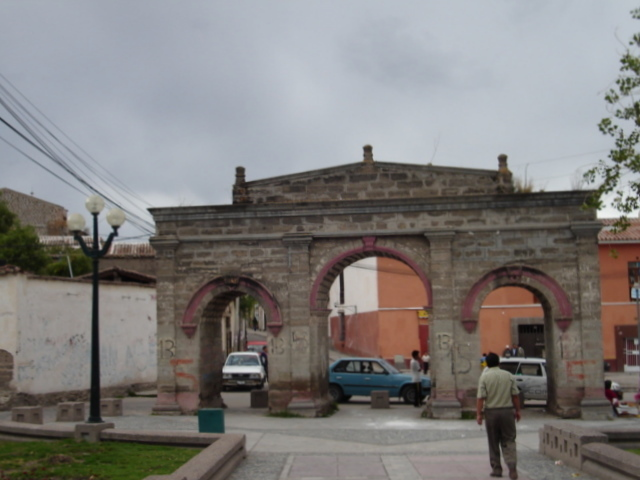
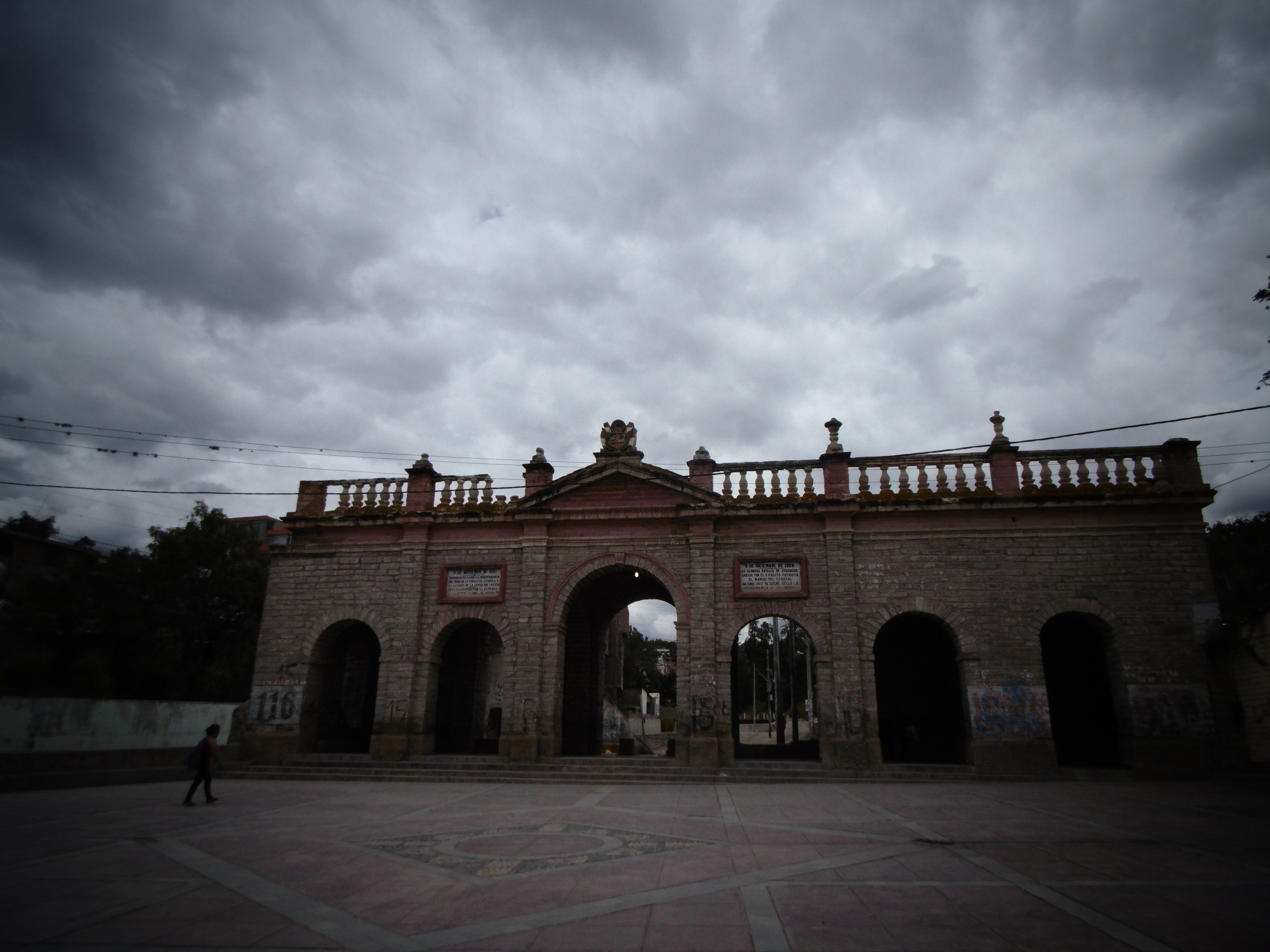
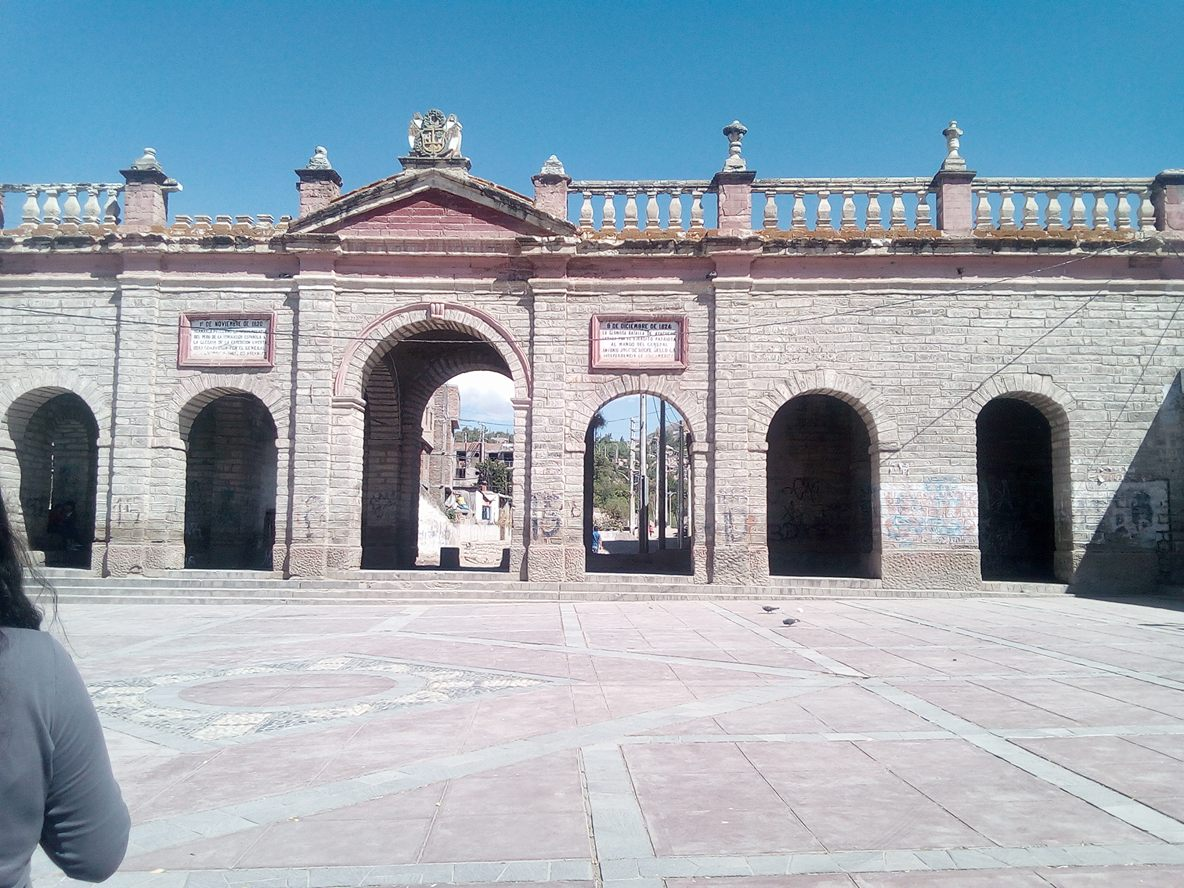